# Pueblo (gruppo musicale)
I Pueblo sono un gruppo musicale rock milanese attivo negli anni '70.

## Storia del gruppo
Il gruppo si forma nel 1974; dei tre componenti, Claudio Bazzari ha un'esperienza risalente al decennio precedente con il complesso beat Le Anime (insieme al cantautore Walter Foini).
Dopo le prime esibizioni ed un provino registrato agli Apple Studios di Londra ottiene un contratto discografico con la Polydor e pubblica l'album omonimo.
Effettuano un tour come supporto a Le Orme e pubblicano altri 45 giri per poi sciogliersi nel 1978.
Nel 2000 il gruppo si riunisce ed incide un nuovo album; l'esperienza però rimane isolata.
Nel 2010 è stato ristampato in CD l'album del 1975, con le canzoni dei 45 giri come bonus tracks.
Il gruppo si è riformato nel 2017.

## Formazione
- Max Meazza: voce solista, chitarre
- Claudio Bazzari: chitarre
- Fabio Spruzzola: chitarre

## Discografia

### 33 giri
- 1975: Pueblo (Polydor, 2448 041)

### 45 giri
- 1975: Mariposa/Pasadena (Polydor, 2060 095)
- 1976: Song girl/Rio Hondo (Polydor, 2060 110)
- 1977: Long knife Jackson/Cheyenne woman (Polydor, 2060 138)

### CD
- 2000: The Big Thunder (Solid Air/I.R.D.).
- 2010: Pueblo (ristampa del 33 giri del 1975 con i brani dei 45 giri come bonus tracks) (Universal)
- 2017: Vinyl Demos 1974  (Desolation Angels / CDBaby)